# Preobrażenka (obwód doniecki)
Preobrażenka (ukr. Преображенка) – wieś na Ukrainie, w obwodzie donieckim, w rejonie pokrowskim, w hromadzie Pokrowsk. W 2001 liczyła 56 mieszkańców.